# Bold as Love
Pistes de Axis: Bold as Love
Little Miss Lover
(12)
Bold as Love est le morceau titre d’Axis: Bold as Love, deuxième album de The Jimi Hendrix Experience. La chanson, qui clôture l’album, a été écrite par Jimi Hendrix et produite par Chas Chandler.

## Enregistrement et production
The Jimi Hendrix Experience a commencé à travailler sur Bold as Love lors d’une session initiale dédiée à la chanson le 4 octobre 1967 aux studios Olympic à Londres, en enregistrant durant celle-ci plusieurs pistes d’accompagnement. Hendrix, Noel Redding et Mitch Mitchell ont également dédié la session du jour suivant à la chanson, enregistrant ainsi plus de 20 prises distinctes et 4 fins différentes avant de réaliser des combinaisons des prises 21 et 27 pour l’enregistrement final. Après s’être concentré sur les autres chansons de l’album, le groupe revint pour finir son travail sur Bold as Love le 29 octobre, complétant Up from the Skies, Castles Made of Sand, One Rainy Wish et EXP au cours de la même session. Comme le reste de l’album, Bold as Love a eu pour producteur Chas Chandler et pour ingénieur du son Eddie Kramer. 

## Composition et paroles
Harry Shapiro, biographe d’Hendrix, décrit le thème de Bold As Love comme « une bataille Olympienne de passions dont la stratégie est figurée par des couleurs ». Selon lui, la conclusion que l’on peut tirer des paroles est que « l’amour peut se parer d’une multitude de nuances, l’amour est un dur labeur, et s’y engager convenablement demande de la détermination et du courage ». Denise Sullivan, auteur pour AllMusic, explique de manière similaire que la chanson « esquisse un arc-en-ciel au sein d’une épique déclaration d’amour», et propose « qu’une interprétation possible des paroles serait que tous les êtres humains ne font qu’un, malgré leurs nuances variées ; tandis qu’une autre serait qu’une gamme d’émotions réside dans chaque être, chacune correspondant à une couleur », concluant que « dans tous les cas, une intégration totale est l’idéal d’Hendrix ». Le procédé utilisé dans cette chanson consistant à utiliser les couleurs comme métaphores lyriques se retrouve sur une autre piste de l’album Axis : Bold as Love : One Rainy Wish, ainsi que dans le morceau Love or Confusion issu de l’album Are You Experienced.

En ce qui concerne le contenu musical, Chris Jones, journaliste pour la BBC, a noté que Bold as Love utilise « les premières ébauches du phasing afin que la Stratocaster de Jimi Hendrix puisse sonner comme un orchestre entier ». Shapiro et Glebbeek ont décrit l’utilisation du flanger au niveau de l’outro de la chanson :

« Le montage assez abrupt de la fin nous amène au solo de Mitch [Mitchell], sur lequel Eddie Kramer utilise le flanger. Pour obtenir cet effet, deux magnétophones doivent fonctionner en simultané afin d’en manipuler un et de mixer le signal obtenu. Les arpèges de Jimi [Hendrix] se poursuivent tout le long du fondu final, sortant de manière majestueuse le vaisseau spatial de l’orbite et le guidant jusque dans la stratosphère. »

## Accueil critique
Selon Shapiro et Glebbeek, «de tous les points de vue, Bold as Love est le tour de force de cet album ». Dans une critique cinq étoiles de l’album pour AllMusic, Cub Koda a cité la chanson titre aux côtés de Little Wing, Castles Made of Sand et One Rainy Wish comme preuve « de la remarquable évolution et de l’intensité de Jimi Hendrix en tant que qu’auteur-compositeur, capable d’accorder un son de guitare soul à la Curtis Mayfield, un univers lyrique digne de Dylan et l’hyperactivité d’une pédale Fuzz Face afin d’ajouter une facette supplémentaire à sa grande vision musicale psychédélique ». Sullivan cite Bold as Love comme «le point culminant de l’album ».

## Héritage
La chanson Bold as Love a été reprise par un certain nombre d’artistes depuis sa sortie en 1967. L’artiste américain de Blues John Mayer en a enregistré une version studio pour son 3e album Continuum en 2006. La version de Mayer a récolté des critiques plutôt partagées – Mike Joseph de PopMatters a désigné cette restitution comme étant "une interprétation solide", et Anthony DeCurtis de Rolling Stone l’a qualifiée de « reprise efficace ». En revanche, le journaliste Jonathan Keefe de Slant Magazine a critiqué la performance vocale de Mayer dans la chanson, et Ann Powers du Los Angeles Times a estimé que cette reprise était une « version trop ambitieuse » de l’originale. Une version live est également sortie en  2008 sur l’album vidéo Where the Light is : John Mayer Live in Los Angeles, que Matt Collar de AllMusic a qualifié de “version inspirée” de la chanson de Hendrix. D’autres versions de la chanson ont été enregistrées et diffusées. Le groupe de rock alternatif The Pretenders la reprend en 1993 pour l’album Stone Free : A Tribute To Jimi Hendrix. En 1999 paraît l’album live Hampton Comes Alive sur lequel le groupe de Jam rock Phish propose son interprétation. C’est en 2002 que la chanteuse de blues-rock Joan Osborne livre l’album de musique soul des années 1960 How Sweet It Is, sur lequel on retrouve Bold as Love. Enfin, le guitariste bluesman Robben Ford réalise en 2005 un album d’hommage : Gypsy Blood : A Tribute to Jimi Hendrix Vol. 2. 
La version originale est également présente sur la compilation Experience Hendrix : The Best of Jimi Hendrix en 1997, tandis qu’un enregistrement studio alternatif est inclus dans le coffret The Jimi Hendrix Experience, sorti en 2002.

## Personnel
The Jimi Hendrix Experience
- Jimi Hendrix: guitares, chant, clavecin
- Noel Redding: basse
- Mitch Mitchell: batterie

Équipe technique
- Chas Chandler: production
- Eddie Kramer: ingénieur du son